# Eroina
L'eroina è un derivato della morfina, alcaloide principe dell'oppio (assieme a tebaina e codeina), nota anche come diacetilmorfina o diamorfina.
È una sostanza semisintetica ottenuta per reazione della morfina con l'anidride acetica. La sostanza pura si può trovare di colore bianco cristallino, che sarebbe poi il sale cloridrato diamorfina, oppure marrone scuro e molto appiccicosa (brown sugar). Per le sue proprietà sedative e analgesiche è stata molto usata in medicina, prima di essere proibita a causa della dipendenza piuttosto marcata instauratasi in certi consumatori (anche se ancora oggi è usata in vari paesi del mondo in campo medico).
La dipendenza da eroina è identica a quella della morfina, ma si instaura con quantitativi di sostanza più bassi essendo la Diamorfina (Eroina) equianalgesicamente più potente. Anche le dosi letali sono più basse, per cui il rischio di overdose è maggiore che per la morfina essendo la Diamorfina equianalgesicamente più potente. 1 mg di eroina può equivalere, a seconda del metodo di somministrazione che determina biodisponibilità diverse, da 2,5 mg a 5 mg di morfina orale. Sotto il nome commerciale di Diamorfina è commercializzata in Inghilterra come soluzione iniettabile per il trattamento del dolore da moderato a severo e per il trattamento della dipendenza, mentre in Svizzera con il nome di Diaphin in compresse e soluzione iniettabile come terapia di sostituzione da stupefacenti, e ha un uso ricreativo in vari paesi europei.
Si ritiene che l'Afghanistan produca ed esporti più del 90% della produzione mondiale di papavero da oppio per la realizzazione dell'eroina.

## Farmacologia

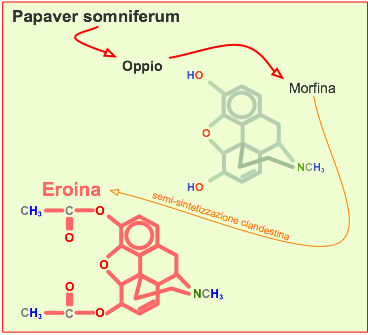
Struttura chimica dell'eroina

L'eroina, derivata per acetilazione della morfina per rendere la molecola più lipofila, fu sintetizzata la prima volta nel 1874 dal ricercatore britannico C. R. Wright, ma la nuova molecola sperimentata su animali non fu considerata interessante. Venne risintetizzata nel 1897 da Felix Hoffmann, un chimico tedesco che lavorava per la Bayer; in quel periodo l'acetilazione era una tendenza diffusa per la ricerca di molecole più attive. Hoffmann realizzò l'acetilazione dell'acido salicilico, ottenendo l'Aspirina, e solamente 11 giorni dopo fece altrettanto con la morfina, producendo appunto l'eroina.
L'intento era quello di ottenere una molecola più efficace della codeina nel sedare la tosse, la tubercolosi e le patologie respiratorie. Le effettive proprietà sedative sul centro del respiro (le stesse che portano a morte nell'overdose) furono inizialmente male interpretate, ritenendo che la riduzione del ritmo respiratorio dipendesse da una migliorata efficienza respiratoria.

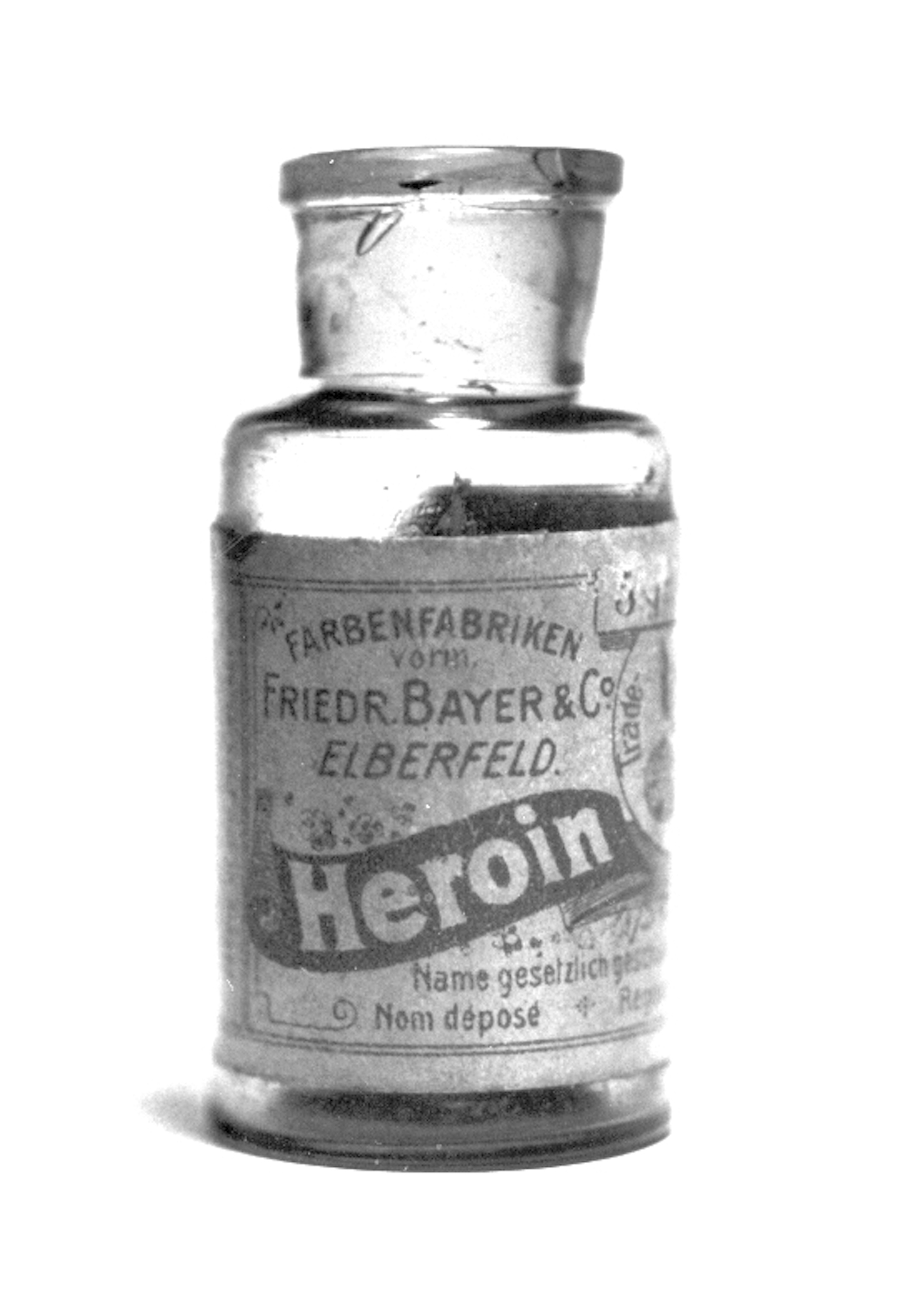
Una fiala di eroina venduta dalla multinazionale farmaceutica Bayer

Fu battezzata commercialmente eroina (dal tedesco "heroisch", "eroico", giacché inizialmente la si credeva priva degli spiacevoli effetti collaterali di dipendenza e assuefazione palesati dalla morfina) e cominciò a essere venduta liberamente dalla multinazionale farmaceutica Bayer dal 1899. In breve tempo l'impiego terapeutico si ampliò alle più disparate patologie pneumologiche, ma anche neurologiche, ginecologiche, o a semplici dolori; si diffusero pertanto svariate preparazioni farmaceutiche acquistabili liberamente, e questo fece sì che l'eroina divenisse velocemente uno dei farmaci più venduti in assoluto.
A parte qualche farmacologo controcorrente, non la si riteneva in grado di dare dipendenza.
L'eroina in realtà è più potente della morfina, le dosi terapeutiche sono più basse e la sua azione ipnotica è minore. Alcuni ritengono che il successo sia però legato al nome suggestivo, più che alle proprietà farmacologiche; non ha avuto lo stesso successo una molecola cinque volte più potente, ma dal nome commercialmente infelice: l'idromorfone.

## Storia e uso clandestino

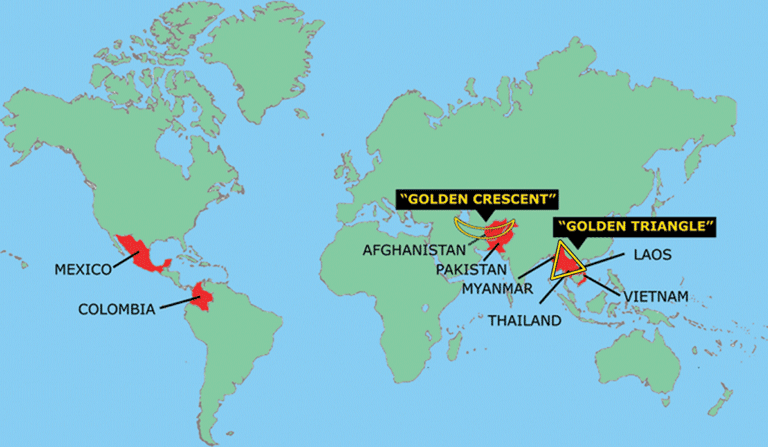
I principali produttori mondiali di eroina (colorati in rosso).

L'eroinomania divenne rapidamente una emergenza sanitaria: nel 1905 la città di New York consumava circa due tonnellate di eroina all'anno. In Cina, sotto forma di compresse da ingerire o da fumare, iniziò a sostituire l'abuso di oppio. L'Europa e il vecchio mondo non rimasero immuni e il consumo si diffuse rapidamente. In Egitto nel 1930 il fenomeno aveva assunto proporzioni drammatiche: si calcola che su 14 milioni di abitanti vi fossero 500.000 eroinomani.
Di fronte a questi fatti le autorità corsero ai ripari: i primi furono gli Stati Uniti d'America che vietarono produzione, importazione e uso di eroina nel 1925. Nello stesso anno venne firmata presso la Società delle Nazioni a Ginevra la Convenzione internazionale dell'oppio, a cui aderirono molte nazioni, la quale stabiliva la creazione di un sistema di autorizzazioni per l'importazione dell'eroina e di altre droghe come la morfina e la cocaina. Un'altra Convenzione internazionale firmata nel 1931 sempre a Ginevra stabilì che la produzione di eroina dovesse essere limitata solo agli usi strettamente medici o scientifici. Da allora, uno per uno, tutti gli Stati del mondo misero al bando l'eroina (compresa l'Italia nel 1951) e le ultime nazioni a farlo furono la Cecoslovacchia (1960) e il Portogallo (1962).
Dopo che venne bandito l'uso farmacologico dell'eroina, si ebbe una fortissima richiesta di questa sostanza che fece sorgere un po' ovunque laboratori clandestini, in cui l'eroina veniva prodotta a partire dall'oppio e dalla morfina in esso contenuta. Una delle più grandi organizzazioni che gestiva tale traffico aveva sede a Marsiglia nel secondo dopoguerra, conosciuta come "French Connection": sintetizzava eroina bianca pura al 98% sfruttando come materia prima l'oppio proveniente dalla Turchia e riforniva principalmente il Nord America. Nei primi anni settanta una vasta operazione di polizia concordata fra i Paesi interessati distrusse i laboratori marsigliesi e smantellò la rete di traffico ad essi collegata, ma subito dopo si aprì una nuova rotta clandestina che portava l'oppio dall'area frontaliera tra Birmania, Thailandia e Laos (il cosiddetto "Triangolo d'oro"), dove veniva trasformato in eroina presso raffinerie sparse nella zona: inizialmente producevano eroina brown sugar (chiamata così perché aveva l'aspetto del caramello o dello zucchero di canna a causa della sua bassa purezza) destinata soprattutto ai soldati statunitensi impegnati nella guerra in Vietnam, i quali iniziarono a richiedere un prodotto sempre più puro e perciò alla fine degli anni sessanta nacque la variante China White (conosciuta in Europa come la "Thailandese"), denominata così per via del colore, che iniziò anche a prendere la via di Bangkok o Hong Kong per raggiungere i Paesi occidentali. La brown sugar e la China White fecero la loro prima comparsa nel continente europeo ad Amsterdam nei primi anni settanta ed iniziarono ad essere sintetizzate con vari procedimenti in laboratori clandestini sparsi in diverse località dell'Europa occidentale a partire dalla morfina-base prodotta nel Kurdistan turco, il quale riceveva l'oppio dalla regione montuosa tra Iran, Pakistan e Afghanistan (denominata "Mezzaluna d'oro"): i più grandi laboratori operativi in Europa furono scoperti a Cereseto, in Piemonte, nel 1980 e nel 1985 nei pressi di Alcamo, in Sicilia.
La dipendenza da eroina divenne un problema sociale e sanitario nell'Europa occidentale negli anni tra il 1974 e il 1995, quando la presenza massiccia di tossicodipendenti che vivevano per la strada, senza fissa dimora, procurandosi denaro con furti, scippi, prostituzione ed elemosina, era diventata una costante in tutte le maggiori città europee. In quegli anni la morte per overdose da eroina tagliata diversamente (con meno sostanze inerti o in dose leggermente più massiccia), che provocava collasso cardiocircolatorio, divenne una causa comune di decesso: in Francia si ebbe il primo morto ufficiale per overdose da eroina nel 1969, in Italia nel 1973 e molti altri Paesi europei conobbero lo stesso fenomeno nella seconda metà dello stesso decennio. Nel 1981 la città di Milano ottenne il triste primato mondiale per numero di morti dovuti ad overdose. Il consumo di eroina si associava inoltre ad altre gravi patologie, quali le epatiti, le endocarditi e l'AIDS: l'uso sociale della droga in gruppo, spesso tra giovani e giovanissimi, prevedeva frequentemente la condivisione della siringa, con contatti ematici che divennero negli anni ottanta un metodo di trasmissione dell'HIV in molti paesi, ben più dei rapporti sessuali non protetti.
A partire dai primi anni novanta il fenomeno si attenuò a causa della ormai diminuita popolazione tossicodipendente (per decesso, per incarceramento o per ingresso in comunità terapeutiche) e di una maggiore consapevolezza degli effetti negativi, grazie a campagne di sensibilizzazione, libri e film (un successo planetario fu il libro autobiografico Noi, i ragazzi dello zoo di Berlino, da cui fu tratto il quasi omonimo film). Dalla metà degli anni novanta l'emergenza era cessata come allarme sociale, perlomeno nell'Europa continentale, con i consumatori ormai orientati verso altri tipi di droghe ricreative, quali l'ecstasy e la cocaina.
Alla fine del XX secolo, i Paesi della Mezzaluna d'oro, da semplici produttori di oppio, hanno acquisito il know-how chimico necessario e non esportano più morfina-base da raffinare ma direttamente eroina bianca nº 4 pronta all'uso. Nel 2016 l'Afghanistan produsse l'80% dell'eroina mondiale, destinata prevalentemente alla vendita in Europa e in Russia, che si attesta come primo Stato al mondo per numero di consumatori di eroina (circa 2 milioni di unità nel 2012): secondo gli esperti, l'obiettivo dei narcos afghani è quello di saturare i mercati illegali con partite sempre più consistenti a prezzo ridotto. Nel 2015 il Regno Unito, con 2.655 morti, si attestò come primo Paese europeo per decessi da overdose, seguito dalla Germania, che quell'anno registrò 1.100 deceduti per eroina.
Oltre l'Afganistan, anche in Messico e in Colombia, i locali cartelli della droga hanno assunto da tempo chimici competenti in grado di raffinare eroina nº 4 per rispondere alla crescente domanda negli Stati Uniti tra il 2007 e il 2012, determinata dalla stretta delle autorità sanitarie americane sulla vendita di farmaci antidolorifici oppiacei come l’idrocodone e l’ossicodone, che ha indotto numerosi consumatori a passare all'eroina. In Messico, viene spesso tagliata con un altro oppiaceo sintetico, il fentanyl, ed altre sostanze dello stesso tipo, spacciandola come "eroina sintetica", acquistabile anche online tramite il dark web e ciò ha prodotto effetti disastrosi: nel 2017 si è assistito ad un nuovo aumento delle overdosi negli Stati Uniti e in Canada.

## Tipi

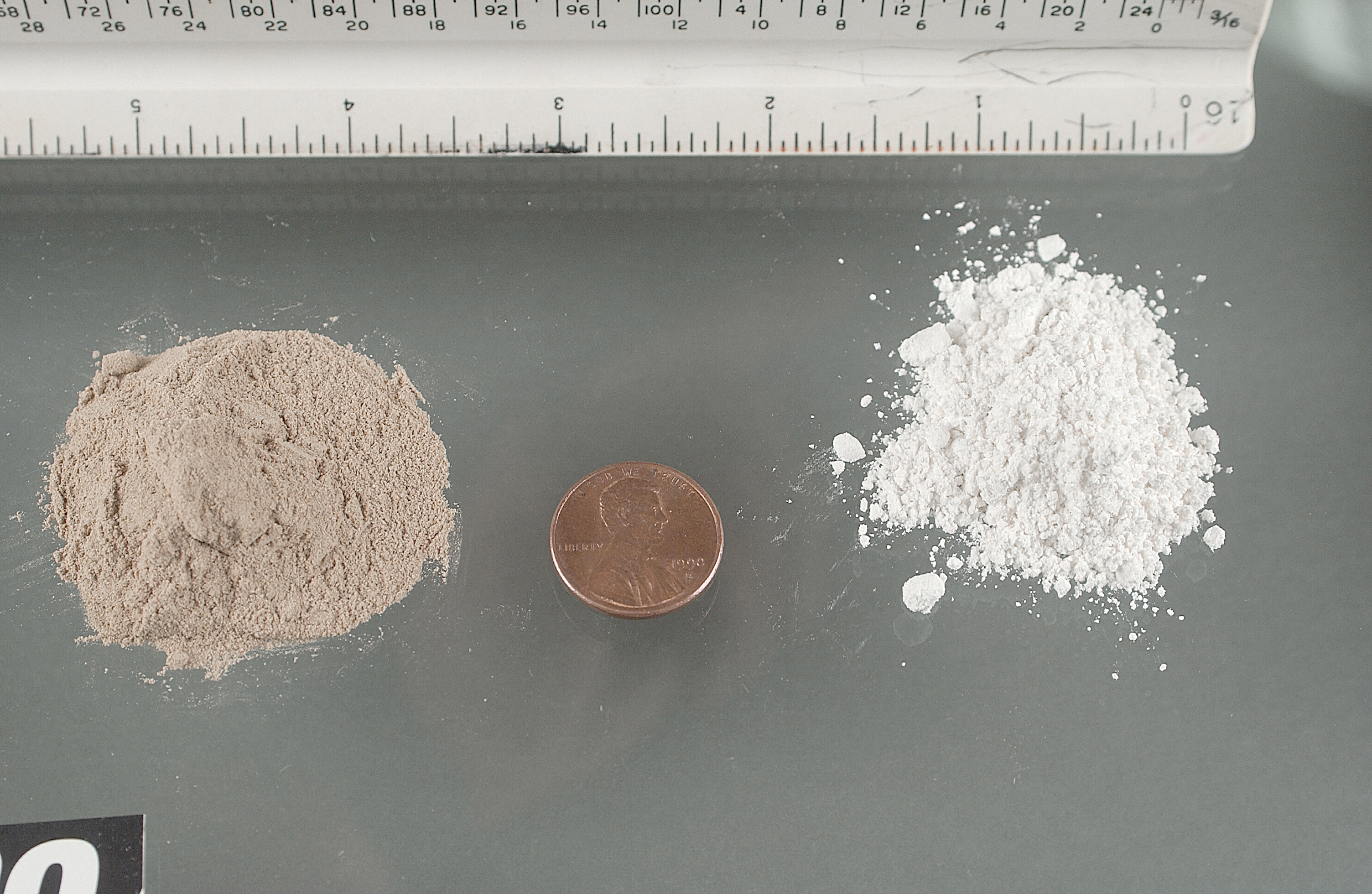
Due tipologie di eroina di produzione asiatica: l'eroina bianca nº 4 e l'eroina base nº 3 (brown sugar).

Sono noti diversi tipi di eroina che si differenziano per la qualità, per il tipo di impurità che presentano e per le sostanze da taglio che sono state aggiunte durante o dopo la produzione. I tipi più comuni sono l'eroina bianca e l'eroina base (brown sugar), dette rispettivamente eroina nº 4 ed eroina nº 3, da non confondere con le eroine nº 1 e nº 2, termini riferiti alle sostanze impiegate e alle fasi di preparazione dell'eroina acquistata dai consumatori.

### Eroina bianca

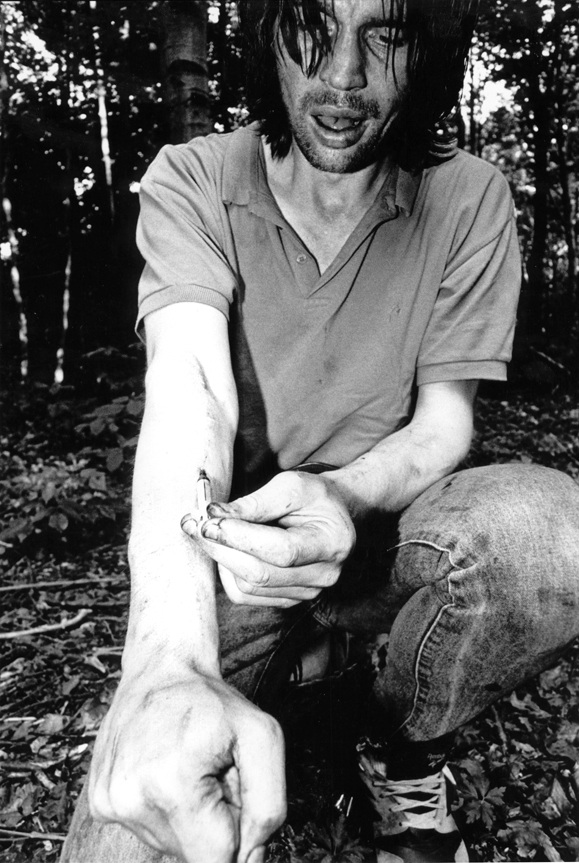
Un tossicodipendente fotografato mentre si fa un'iniezione endovenosa di eroina.

L'eroina bianca, detta anche China White in Nord America o Thailandese in Europa, è un cloridrato di diacetilmorfina (Diamorfina è il nome commerciale di preparati a base di diacetilmorfina/eroina) e viene prodotta soprattutto nel Triangolo d'oro di Birmania, Laos e Thailandia. È la più pura tra quelle esistenti nel mercato, ha una purezza che si aggira sul 90% e viene chiamata anche eroina nº 4 perché richiede 4 processi di raffinazione contro i 3 dell'eroina base (brown sugar). Il quarto processo la trasforma in sale (cloridrato), rendendola molto più pura e maggiormente solubile in acqua. Questa fase di produzione è molto delicata e pericolosa per l'impiego di eteri, sostanze soggette ad esplodere con facilità. La produzione è quindi molto complessa e viene fatta da chimici particolarmente esperti con l'impiego di attrezzature molto sofisticate. I laboratori del Triangolo d'oro hanno questi requisiti al contrario di quelli della Mezzaluna d'oro, la vasta area che comprende Iran, Pakistan, India, Nepal e soprattutto Afghanistan, che a partire dagli anni novanta è diventato il maggior produttore mondiale di eroina.  È in questo periodo che anche i laboratori afghani iniziarono a produrre eroina bianca ma con procedimenti diversi da quelli impiegati nel Sud-est asiatico e, talvolta a causa dei diversi solventi adoperati, non riescono a replicare la tipica colorazione bianca della sostanza, che assume altri colori (ad esempio la varietà gialla). In Colombia la produzione di eroina bianca è iniziata nei primi anni ottanta con l'aiuto determinante di chimici cinesi mentre in Messico a partire dai primi anni duemila, quando i Cartelli hanno dovuto assoldare chimici colombiani per imparare a sintetizzarla.
L'eroina bianca, essendo un sale, brucia con maggiore difficoltà rispetto all' eroina base e perciò la sua via d'assunzione più comune è quella parenterale (iniezione endovenosa) poiché i suoi effetti sono notevolmente smorzati se viene fumata. Per la sua facile solubilità nell'acqua, non sono richiesti agenti chimici per scioglierla come acido citrico, acido ascorbico, limone o aceto. È invece necessario mischiarla con l'acqua e scaldarla per disperderne le impurità. Spesso non è bianca come dovrebbe, a causa delle differenze tra le sostanze impiegate e tra i processi di produzione che possono variare in ogni laboratorio, nonché per le sostanze con cui viene spesso tagliata dagli spacciatori. Oltre ad essere bianco puro, il suo colore può essere bianco opaco, rosato e molto spesso beige, nel qual caso può essere confusa con l'eroina base. Il metodo più sicuro per distinguerle è un'analisi chimica.

### Eroina base (brown sugar)

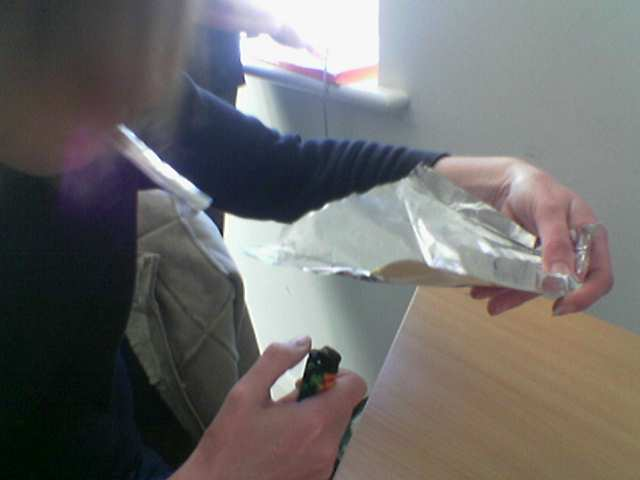
Simulazione della pratica conosciuta in gergo come "chasing the dragon" (it. "inseguire il drago"): l'eroina brown viene scaldata su un foglio d'alluminio e i vapori aspirati con una cannuccia.

L'eroina base è detta anche brown rock, brown sugar o semplicemente brown per via del suo aspetto granuloso e del colore marroncino e la sua purezza varia tra il 20 e il 50%. Viene chiamata anche eroina nº 3 perché richiede 3 processi di raffinazione contro i 4 della più sofisticata eroina bianca, chiamata per questo nº 4. L'eroina base non è un sale come la bianca e, di conseguenza, viene solitamente scaldata per inalarne i vapori poiché non è facilmente solubile in acqua per l'iniezione endovenosa. A parità di quantità consumata, la bianca è molto più forte rispetto alla base, che invece brucia a temperature più basse e può essere fumata con minore dispersione. Viene prodotta con maggiore facilità e non richiede tutti gli accorgimenti necessari per produrre la bianca.
Per le iniezioni, l'eroina base non si scioglie facilmente e ha bisogno di essere scaldata insieme all'acqua per un lasso di tempo adeguato. Per diventare un sale e sciogliersi deve essere inoltre mischiata con un agente chimico come acido citrico, acido ascorbico, limone o aceto in quantità adeguate per non causare danni alle vene. I primi due sono più puri e procurano meno effetti collaterali dannosi, mentre limone e aceto spesso contengono batteri o lieviti come la candida che possono procurare endocardite e endoftalmite. Per le sue caratteristiche è quindi più adatta ad essere fumata, un tipo di consumo molto diffuso nel mondo che riduce i pericoli di overdose. Per evitarne la dispersione, i fumatori la consumano il più delle volte pura mettendone una linea su una stagnola che viene scaldata lentamente aspirando il fumo con una cannuccia o una banconota arrotolata.

### Black tar

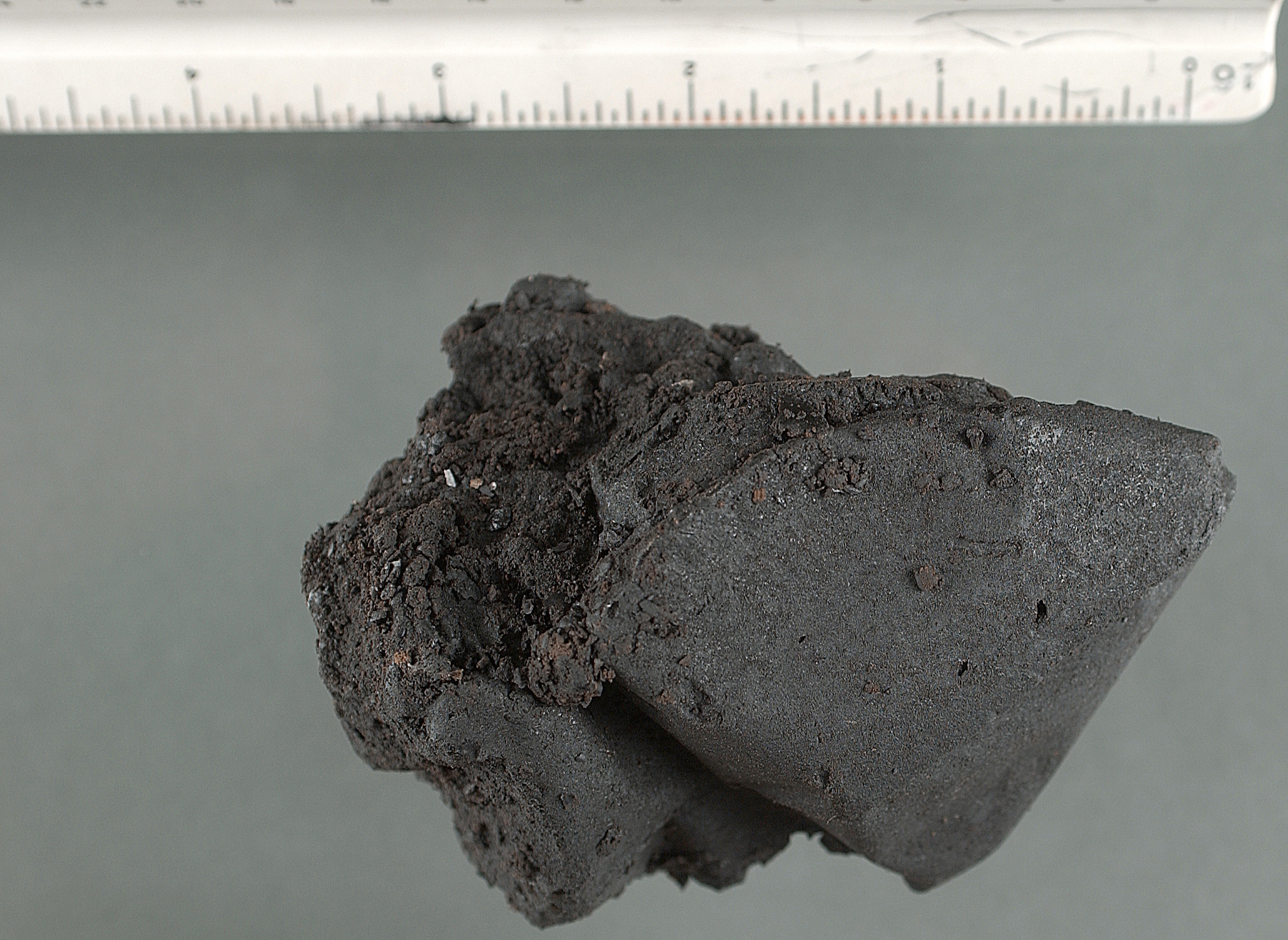
Un pezzo di eroina nera (black tar).

L'eroina black tar, letteralmente "catrame nero", ha origini più recenti rispetto a quella bianca e a quella base e fu prodotta a partire dagli anni '80 soprattutto in Messico. Non è una polvere come le altre eroine, ma una massa appiccicosa nerastra simile al catrame, da cui ha preso il nome, o dura come il carbone. Secondo quanto riporta il National Institute on Drug Abuse, ha queste caratteristiche a causa del grezzo processo con cui viene prodotta e delle impurità che contiene; secondo l'NCBI il suo grado di purezza è al massimo del 25-30%. Viene di solito assunta per iniezione, in particolare da quei consumatori abituati a iniettarsi altra eroina prima di avere provato la black tar, che non si curano della sua scarsa purezza scegliendola per il suo basso costo. Largamente usata in prevalenza negli Stati Uniti occidentali tra il Mississippi e la West Coast, Los Angeles divenne il maggiore centro di smistamento. Dopo gli Stati Uniti iniziò a diffondersi anche in Canada e in alcune zone dell'Europa.

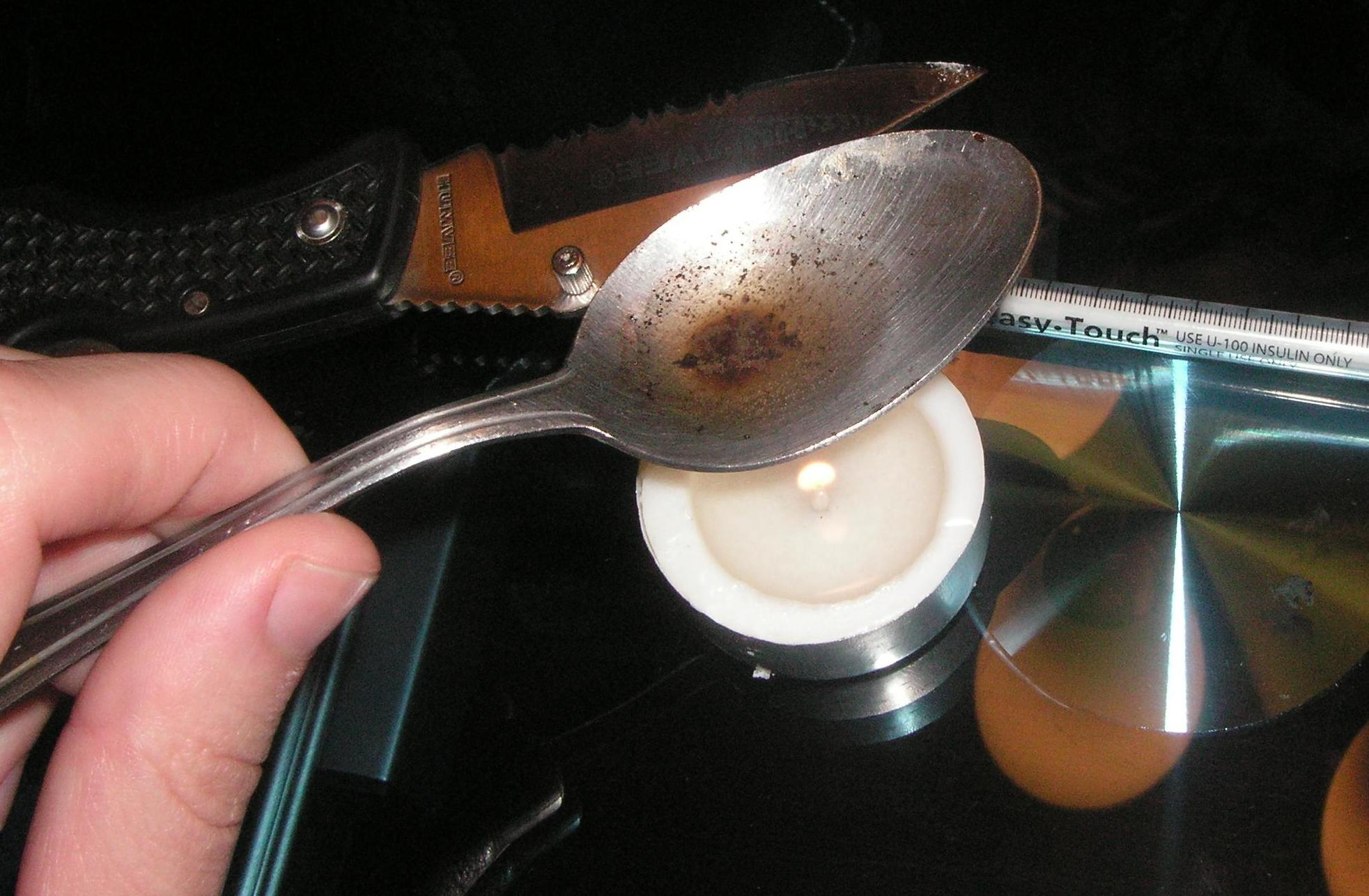
Fusione dell'eroina nera per la somministrazione endovenosa.

In Messico veniva inizialmente prodotta una varietà qualitativamente bassa di eroina base (la cosiddetta "Mexican Mud", fango messicano) e quando arrivò negli Stati Uniti la nuova bianca prodotta in Thailandia le vendite di eroina messicana ebbero un crollo. Fu allora che i produttori locali crearono la black tar. La sua purezza resta inferiore a quella della bianca, ma è più elevata della base che producevano prima, e grazie al suo costo contenuto ha conquistato una buona fetta del mercato statunitense. Molti degli effetti tossici della black tar sono simili a quelli di altre eroine, mentre le impurità che contiene tendono a ostruire maggiormente i vasi sanguigni e aumentano i rischi di compromettere organi vitali, il cervello, i polmoni, i reni e il fegato.

### Altri tipi meno diffusi
- Fra le varietà di eroina base prodotte nel Sud-est asiatico vi sono quelle di color rosa chiamate Penang Pink e Red Chicken.[32][41]

#### Kobret
Kobret o cobret è una sostanza derivante dagli scarti di eroina e dalla lavorazione dell'oppio dal colore marroncino tagliata con sostanze tossiche, nota per la sua vendita da parte di organizzazioni criminali nel sud Italia soprattutto nella zona di Scampia, un quartiere di Napoli, dove viene venduta dall'organizzazione criminale chiamata Camorra.
L'assunzione avviene attraverso inalazione diretta della polvere o dei fumi derivanti dalla sua combustione. Gli effetti, dalla durata ridotta, causano un immediato senso di eccitazione e onnipotenza, con effetti simili al morso di un cobra, da cui deriva il nome Cobret. La sostanza è molto dannosa per la salute, causando gravi problemi al sistema nervoso e deliri.

## Sostanze da taglio
Bisogna sempre tenere in considerazione che l'eroina venduta in strada contiene basse dosi di principio attivo perché viene corretta con varie sostanze da taglio, specialmente dai venditori al dettaglio, al fine di aumentarne il volume e quindi migliorare i guadagni. Le sostanze utilizzate fino agli anni novanta dai produttori quali agenti di taglio permisero di individuare due tipi di eroina: la tipo 1 e la tipo 2; la tipo 1 contiene principalmente eroina al 50-70% e caffeina al 50-30%, la tipo 2 contiene eroina al 50-70%, caffeina al 30-45% e stricnina allo 0,5-10%. Spesso passando dal produttore al consumatore l'eroina subisce diluizioni con sostanze diverse.
Alcune sostanze ritrovate nelle dosi di eroina spacciate per strada e presumibilmente aggiunte dal venditore al dettaglio comprendono paracetamolo, lattosio, bicarbonato e zucchero e anche sostanze psicoattive come benzodiazepine, barbiturici. I produttori si limitano ad aggiungere solo caffeina o stricnina che sembrano aumentare gli effetti dell'eroina quando se ne inalano i vapori. Altre sostanze contenute nell'eroina da strada sono gli alcaloidi presenti nell'oppio di partenza come l'acetilcodeina, la 6-acetil-morfina nonché la noscapina e la papaverina.
L'eroina può essere assunta per via orale (metodo poco diffuso a causa dei blandi effetti), iniettata (metodo particolarmente potente per effetti e velocità d'azione), sniffata, o bruciata per inalarne i vapori. Quest'ultimo metodo è noto con l'espressione "inseguire il drago" (en. chasing the dragon), che si riferisce letteralmente all'operazione di inalare l'eroina scaldata sopra un foglio di alluminio, più comunemente conosciuto con il gergo di "stagnole", "stagne" o "stagge".

## Effetti
Attraversata la barriera ematoencefalica, l'eroina perde uno o entrambi i gruppi acetile per deacetilazione trasformandosi in morfina (se li perde entrambi), in 3-monoacetilmorfina (se perde il gruppo in posizione 6) e in 6-monoacetilmorfina (se perde il gruppo in posizione 3), il metabolita più potente e più attivo dei tre. Gli effetti dell'eroina sono divisi in gradi e se la sostanza è assunta la prima volta per via endovenosa l'effetto dura circa due ore. Nella fase di massimo effetto, essa deprime il centro respiratorio nel sistema nervoso centrale e il soggetto sotto effetto della sostanza prova una sensazione simile ad un orgasmo.
I gradi dal momento di assunzione della sostanza sono i seguenti:
1° (immediatamente): si raggiunge un'estasi pari quasi a un orgasmo che si diffonde a tutta la muscolatura del corpo, si ha confusione mentale e generale, senso di calore frequente anche dopo l'effetto, sudorazione fredda, mancamenti, talora vomito e nausea, bradicardia, dispnea e analgesia.
2° (dopo circa 20 min): i legami associativi sono più lenti, il pensiero rallenta e perde un senso logico; l'umore è o euforico o disforico e le percezioni temporali sono largamente alterate: le ore sembrano minuti, i minuti sembrano secondi.
3° (dopo circa un'ora): compare il picco massimo dell'effetto: la mente raggiunge una sensazione di pace, il corpo, anestetizzato da un incondizionato senso di piacere misto ad un'esaltazione interiore, tende ad isolarsi per "vivere" l'esperienza e ogni tipo di problema tende a essere dimenticato.
La dose letale è di circa 100 mg endovena nei soggetti non assuefatti; una dose per consumo voluttuario ne contiene da 3 a 10 mg. Nei tossicodipendenti si sviluppa sia tolleranza sia dipendenza, per cui aumentano sia la dose letale che quella necessaria per ottenere l'effetto cercato: molti dipendenti da eroina ne assumono dai 2,5 ai 3 grammi al giorno in due-tre dosi. A differenza della morfina, quando iniettata endovena, l'eroina provoca un caratteristico flash euforico della durata di circa 30-60 secondi, dovuto al rapido superamento della barriera ematoencefalica e conseguente saturazione dei recettori oppioidi; la rapidità di saturazione dei recettori è anche il motivo per cui i consumatori di eroina prediligono la via di somministrazione endovenosa. L'eroina, altrimenti, può essere anche fumata o sniffata.
Il cocktail di eroina più cocaina viene comunemente chiamato "speedball".
I più importanti effetti collaterali a lungo termine riguardano principalmente la possibilità dell'instaurarsi di una dipendenza fisica e psichica. Una volta instaurata la dipendenza, il tossicodipendente è "costretto" a continuare ad assumere la sostanza per evitare le crisi d'astinenza. La crisi di astinenza dura in media da 48-72 ore fino a una settimana e si presenta circa 8 ore dopo l'ultima dose. La prima fase della crisi di astinenza si presenta sotto forma di sbadigli e lacrimazione, sudorazione, scarichi nasali abbondanti, senso di fastidio e irritabilità; poi, dopo circa 16 ore, i sintomi aumentano di intensità e possono comparire sudori freddi, dolori agli arti, brividi e, nei casi dove si usa la sostanza in grande quantità e per lunghi periodi di tempo, si sviluppano tremori. Di solito, dopo 24 ore, i sintomi cominciano ad inasprirsi comportando mal di stomaco e vomito, i sintomi in genere raggiungono il picco nelle seconde 24 ore includendo: febbre, tosse con attacchi di vomito misto a sangue e succhi gastrici, crampi e scosse muscolari con scalci, tremori con brividi, dolori alle ossa e perenne senso di freddo, senso di abbandono ed emarginazione. È comunque importante sapere che la sindrome d'astinenza da eroina (con rarissime eccezioni nei casi di consumo di quantità abnormi e in soggetti predisposti) è autoconcludente. Nella maggior parte dei casi all'inizio del quarto giorno il soggetto pur essendo fisicamente spossato, non presenta più sintomi. La difficoltà nel superamento della crisi d'astinenza aumenta con il prolungarsi dell'uso negli anni, e con l'invecchiamento del soggetto. La dipendenza e l'astinenza psichica, invece, sono molto più complesse e richiedono un supporto di tipo psicologico oltre che farmacologico, per consentire la guarigione che può dirsi conclusa non prima di un anno.
Oltre alla dipendenza, il consumo ripetuto e costante di eroina causa un aumento della sintesi di cortisolo e stitichezza, può causare, per via delle sostanze con cui è mescolata clandestinamente, osteoporosi, perdita della libido, apatia.
Il corpo umano produce già da sé delle sostanze (chiamate endorfine) che hanno lo stesso effetto dell'eroina; esse servono per contrastare il dolore. A tal proposito, l'uso prolungato dell'eroina inibisce le sinapsi che mandano il segnale di produzione delle endorfine.
Nella classifica di pericolosità delle varie droghe, stilata dalla rivista medica Lancet, l'eroina occupa il primo posto.

## Effetti avversi

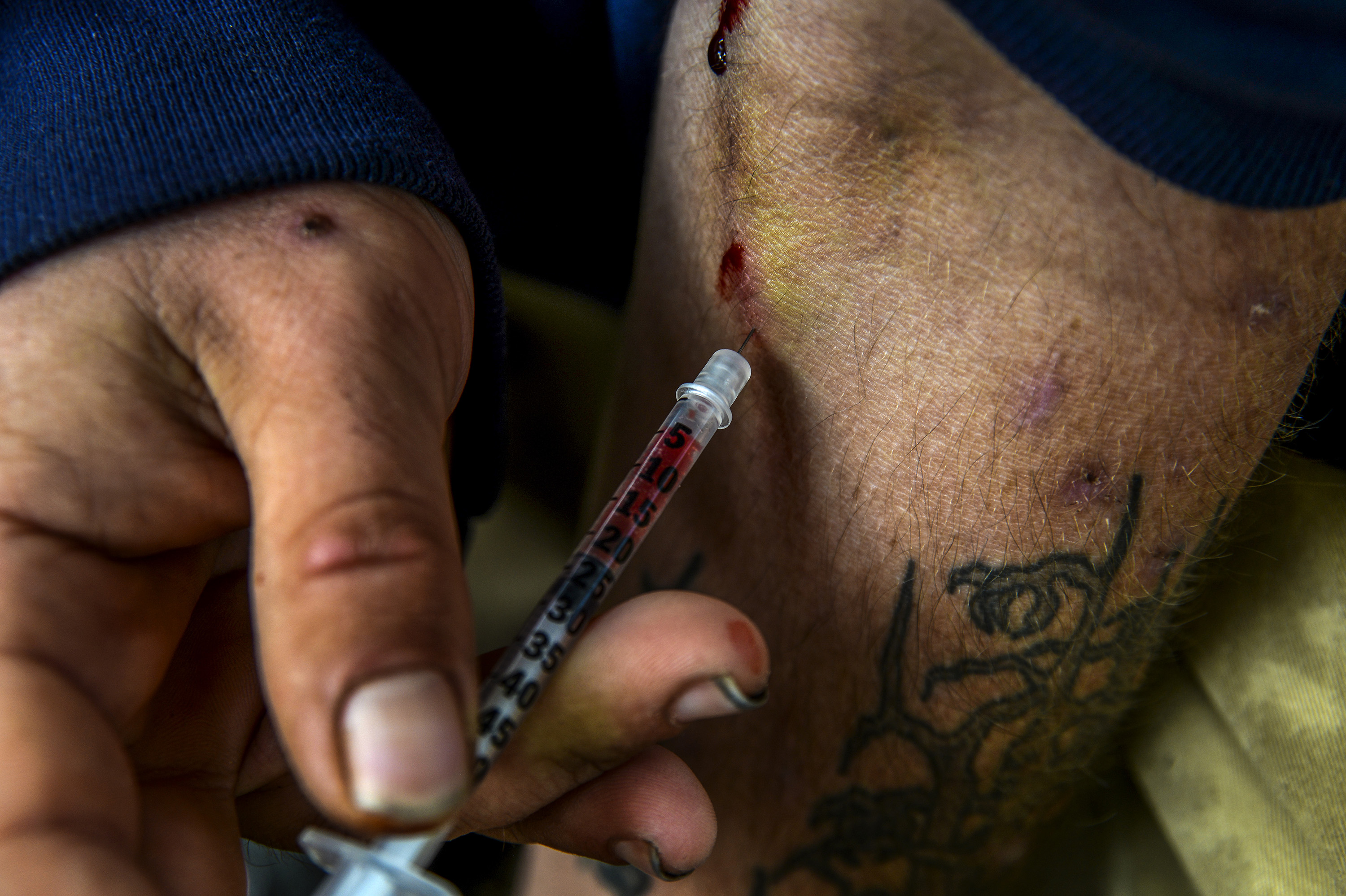
Eroina assunta con siringa per via endovenosa. Da notare i numerosi ascessi cutanei sul braccio causati da ripetute iniezioni.

L'eroina provoca numerose complicazioni a lungo termine. È infatti considerata una delle droghe più dannose, soprattutto se consumate per via endovenosa.
- Avvelenamento da contaminanti aggiunti per diluire l'eroina
- Per via endovenosa l'uso di eroina (e di qualsiasi altra sostanza) con aghi non sterili e siringhe o altri strumenti usati può aumentare il rischio di contrarre:
  - infezioni virali come HIV ed epatiti (prevalentemente di tipo B e C)
  - infezioni batteriche o fungine e sclerosi venosa
  - Ascessi
- Costipazione
- Tolleranza
- Dipendenza che può derivare da un uso prolungato di tutti gli oppioidi pure nelle cure palliative, con conseguente sintomi di astinenza sulla cessazione d'uso
- Compromissione della funzione renale dovuta in gran parte all'azione di adulteranti o di malattie infettive.

Molti paesi e governi locali hanno iniziato a finanziare i programmi di sterilizzazione su aghi per le persone che si iniettano droghe illegali nel tentativo di ridurre questi rischi potenziali e soprattutto la contrazione e diffusione di malattie a trasmissione ematica.
In Italia in alcune farmacie è presente un macchinario per scambiare le siringhe usate con una nuova.
L'overdose è di solito trattata con un oppioide antagonista: il naloxone (Narcan) o il naltrexone, che ha alta affinità per i recettori degli oppioidi. Questo inverte gli effetti di eroina e di altri agonisti oppioidi e causa un ritorno immediato della coscienza; l'emivita del naloxone è però molto più breve di quella della maggior parte degli agonisti oppioidi, quindi bisogna assistere il paziente almeno 24 ore con dosi endovenose di naloxone ripetute ogni 15 minuti.
È stato ipotizzato che una parte sconosciuta di decessi correlati all'eroina sia il risultato di una reazione allergica al chinino, che talvolta può essere usato come agente di taglio assieme ad altre sostanze come fentanyl, remifentanil e altri derivati sintetici 400 volte più potenti dell'eroina stessa.
Gli utenti che la utilizzano in endovena sono molto più a rischio.
Un ultimo fattore che contribuisce all'overdose è il condizionamento operante.
Utilizzare diacetilmorfina è un comportamento altamente ritualizzato. Sebbene il fenomeno debba essere ancora chiarito totalmente, gli eroinomani di lunga data mostrano maggiore tolleranza al farmaco in luoghi in cui hanno ripetutamente somministrato. Quando l'utente procede all'iniezione in una posizione diversa, la soglia di tolleranza si rivela più bassa, con la conseguenza di produrre effetti maggiori. La dose media in tal caso si rivela quindi troppo elevata e può comportare overdose.
Una piccola percentuale di fumatori di eroina e di utenti IV può sviluppare sintomi di leucoencefalopatia. La causa non è ancora stata identificata, ma la speculazione è che la malattia sia causata da un raro adulterante che è attivo solo in caso di riscaldamento.
I sintomi includono disturbi del linguaggio e difficoltà a camminare.
La cocaina è a volte usata in combinazione con eroina, e quando iniettata o fumata in combinazione viene chiamata speedball. La cocaina agisce come stimolante, l'eroina come depressivo. La somministrazione concomitante fornisce una forte euforia, escludendo alcuni effetti negativi, come ansia e sedazione. Gli effetti della cocaina svaniscono molto più rapidamente di quelli dell'eroina, quindi se una dose eccessiva di eroina è stata utilizzata per compensare la cocaina, il risultato finale può essere una fatale insufficienza respiratoria.

## Influenza culturale

### Saggi
- Guido Blumir (con Marisa Rusconi), La droga e il sistema. Cento drogati raccontano. La nuova repressione, Milano, Feltrinelli, 1972.
- Alfred W. McCoy, con la collaborazione di Cathleen B. Read e Leonard P. Adams, La politica dell'eroina. L'industria della droga al servizio del potere: gli uomini, l'organizzazione, gli itinerari, Milano, Rizzoli, 1973.
- Catherine Lamour e Michel R. Lamberti, Il sistema mondiale della droga. La tossicomania come prodotto del capitalismo internazionale, Torino, Einaudi, 1973.
- Guido Blumir, Eroina: storia e realtà scientifica, diffusione in Italia, manuale di autodifesa, Milano, Feltrinelli, 1976.
- Pino Arlacchi, La mafia imprenditrice. L'etica mafiosa e lo spirito del capitalismo, Bologna, Il Mulino, 1983.
- Gerald Posner, Il sole bianco. La mafia cinese sulla pista della droga, Milano, SugarCo, 1990.
- Pino Arlacchi, Imprenditorialità illecita e droga. Il mercato dell'eroina a Verona (con Roger Lewis), Bologna, Il Mulino, 1990.

### Narrativa
- William Burroughs, La scimmia sulla schiena (1953).
- Anonimo, Alice: I giorni della droga (1971).
- Christiane F., Noi, i ragazzi dello zoo di Berlino (1978).
- Hubert Selby Jr., Requiem per un sogno (1978).
- Gabriella Parca, Lo sballo - Intervista a una ragazza che ha smesso di bucarsi (Longanesi, 1980)
- Luciano Doddoli, Lettere di un padre alla figlia che si droga (1985).
- Irvine Welsh, Trainspotting (1993).

### Filmografia
- More - Di più, ancora di più (1969), regia di Barbet Schroeder.
- I maledetti figli dei fiori (1971), regia di Noel Black.
- Panico a Needle Park (1971), regia di Jerry Schatzberg.
- Christiane F. - Noi, i ragazzi dello zoo di Berlino (1981), regia di Uli Edel.
- Amore tossico (1983), regia di Claudio Caligari.
- Atto di dolore (1990), regia di Pasquale Squitieri.
- Ritorno dal nulla (1995), regia di Scott Kalvert.
- Trainspotting (1996), regia di Danny Boyle.
- Requiem for a dream (2000), regia di Darren Aronofsky.
- Ray (2004), regia di Taylor Hackford.

### Documentari
- Storia di Filomena e Antonio - Gli anni '70 e la droga a Milano (1976), docu-drama della RAI diretto da Antonello Branca.

## Galleria d'immagini

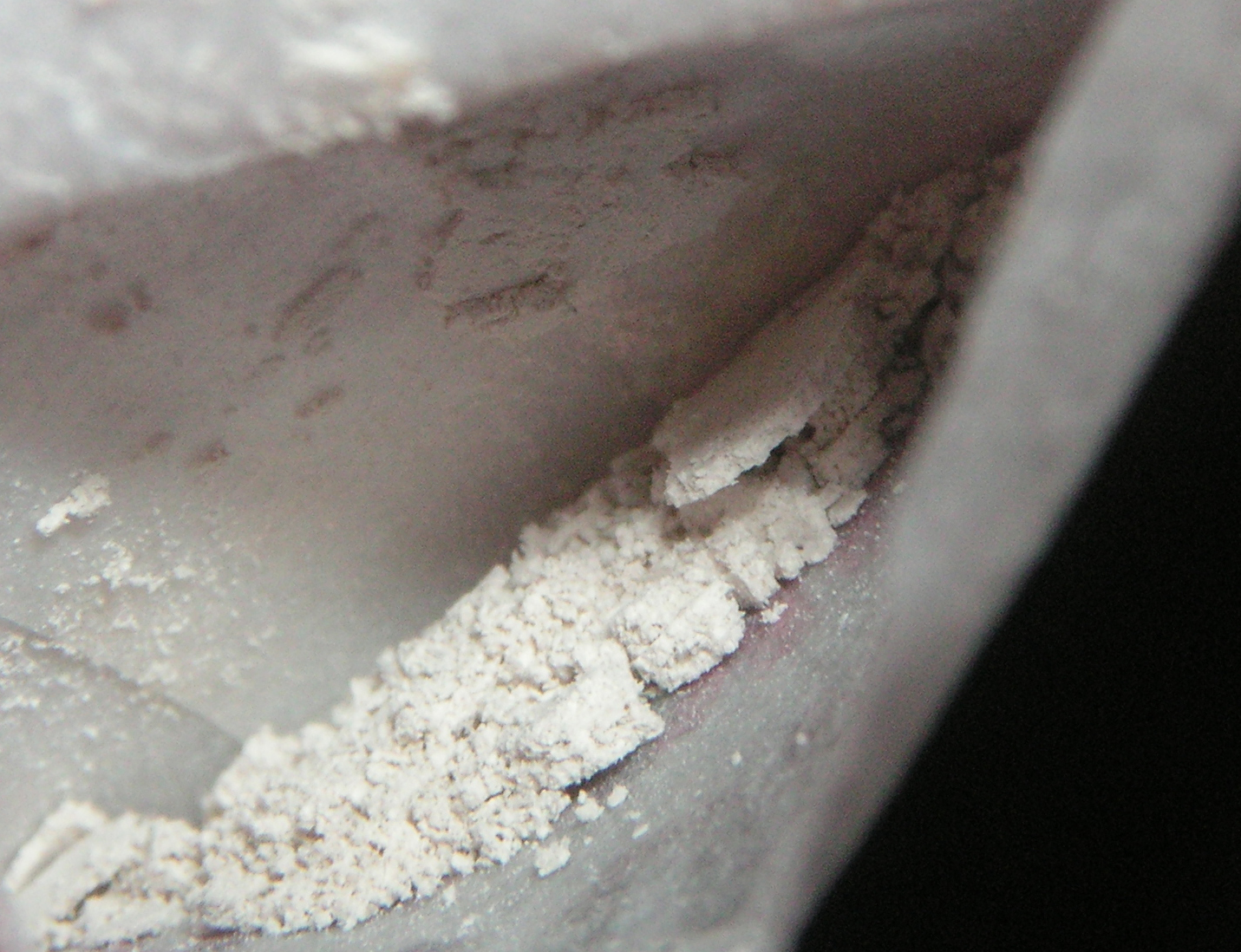
Eroina pura.
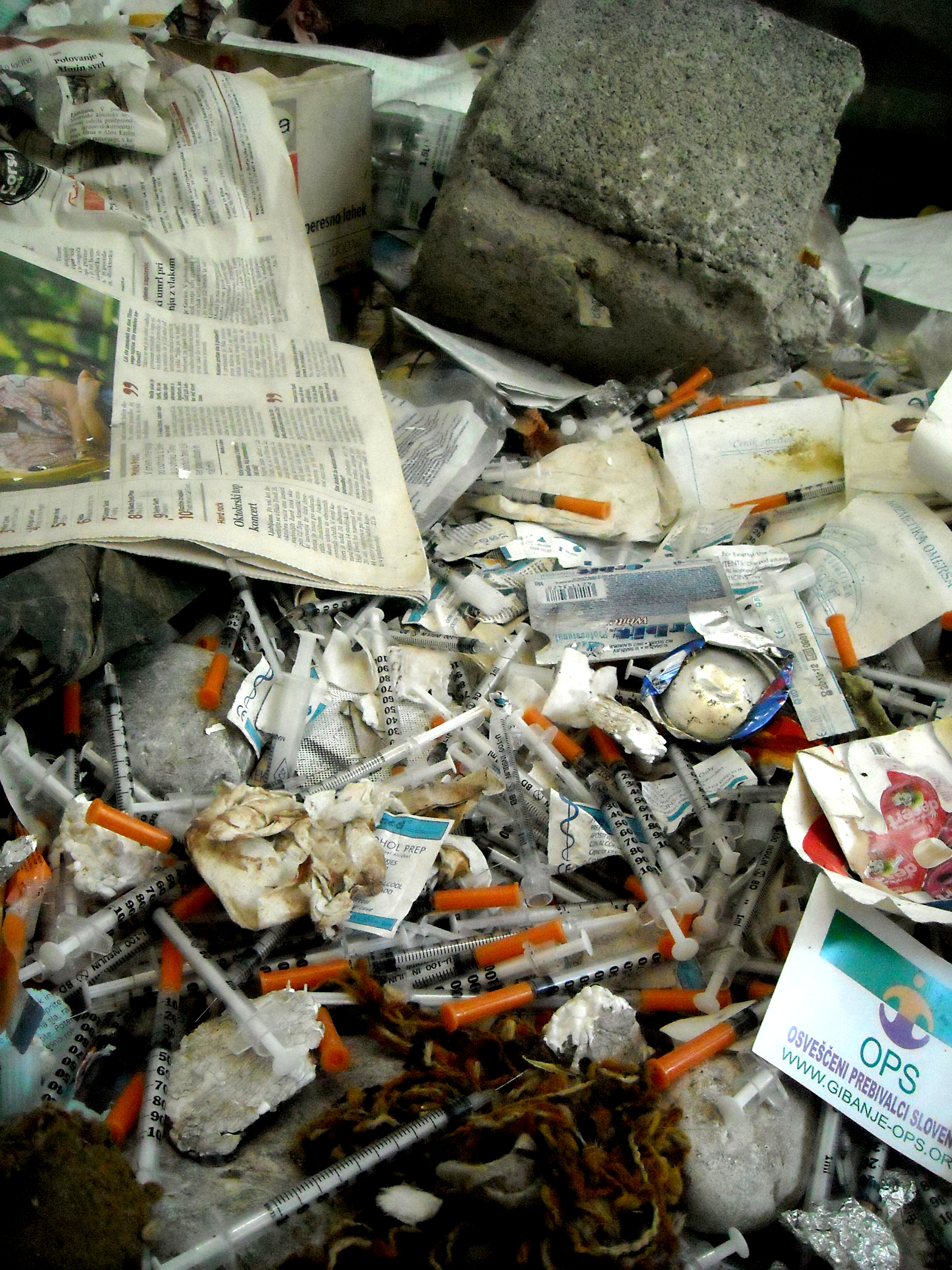
Siringhe abbandonate dopo l'utilizzo.